# Болеслав Забытый
Болеслав Забытый (пол. Bolesław Zapomniany) — легендарный польский князь из династии Пястов, который якобы правил в 1034—1038 годах.
Основные сведения о Болеславе Забытом находятся в «Великопольской хронике» XIII—XIV веков. Также он упоминается в «Мазовецких анналах» XIV в.
Согласно этим источникам, после смерти Мешко II власть перешла в руки его старшего сына, который правил крайне неудачно. Из-за такой деятельности он якобы был осуждён на вечное забвение («осуждение памяти», damnatio memoriae). Вслед за насильственной смертью Мешко II до прибытия в страну Казимира Восстановителя в Польше наступил кризис государственности, временный территориальный распад, попытка языческой реакции и гражданская война, так что этот период плохо освещён в источниках.
Аргументом за такую гипотезу является факт, что младший сын Мешко — Казимир Восстановитель получил духовное воспитание; таким образом, отец мог иметь другого наследника. Следует также отметить, что в рукописях Тынецкого монастыря Болеслав II Смелый назван «Третьим», а в одной из редакций «Малопольских анналов» Болеслав III Кривоустый — «Четвёртым». Большинство современных историков считает, однако, Болеслава Забытого ошибкой или вымыслом средневекового историка.